# Военноморски тюлени
Военноморските тюлени (на английски: Navy SEALs) е най-елитната специална част във Военноморските сили на САЩ. Известни са във флотата на САЩ и като „хората-жаби“ (frogmen).
Названието идва от игра на думи в английския език, Navy означава флот, а SeAL е съкращение от Sea, Air и Land, означаващо море, въздух и земя, обаче съкращението SEAL като дума (seal) означава и тюлен на английски език.
До започването на войната във Виетнам съществуват 2 отряда на военноморските тюлени. След нея Ричард Марчинко сформира „Тюлен Група 6“ (прескачайки номерата от 2 до 5), която не след дълго е преименувана. Обяснението му за тази номерация е неясно, самият той твърди, че е било за заблуда на враговете. В последващите десетилетия се сформират групи 3, 4, 5, 7, 8 и 10, като номер 6 остава незает.
Специализацията на тези части е най-вече във воденето на неконвенционална война, извършването на специални операции, диверсионна дейност, подводна диверсия, освобождаване на заложници, антитероризъм, разузнаване, нанасяне на внезапни удари на точно определено място посредством спускане с парашути или придвижване под вода, изпитание и оценяване на екипировка, подготовка на партизани, подривна дейност.
Причина за създаването на тюлените е била нуждата от части за водене на неконвенционална война срещу партизански части и паравоенни формирования, както и изпълнението на диверсионно-подривна дейност в речни и морски води.